# Art Car

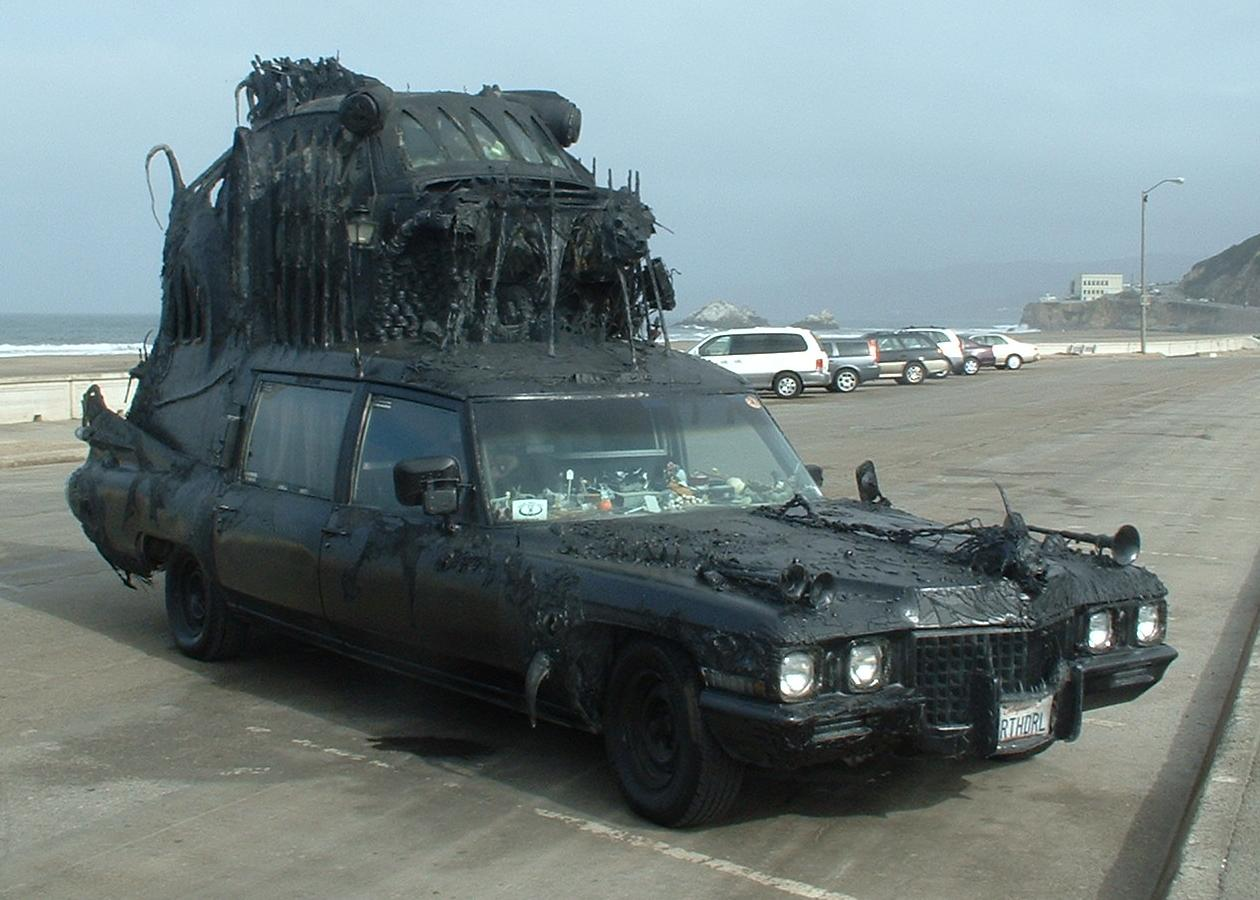
Ein Auto als Kunstwerk, aufgenommen auf dem ArtCarFest 2006, Ocean Beach, USA

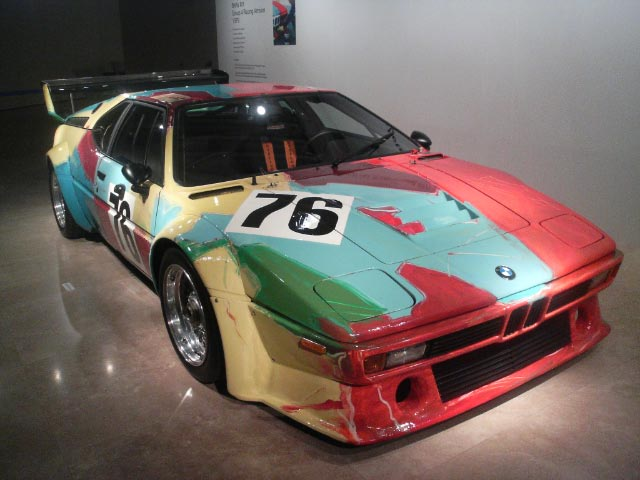
Von Andy Warhol gestalteter BMW M1

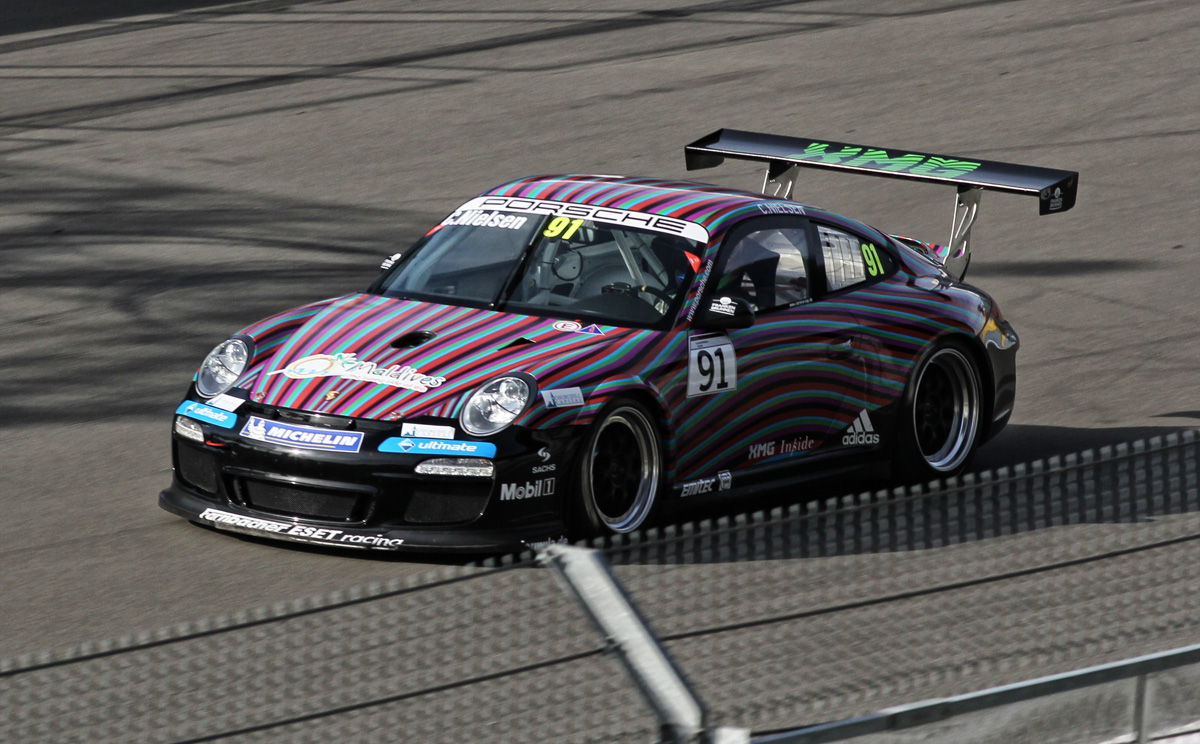
Das Media Art Car während des Qualifyings auf dem Nürburgring 2012

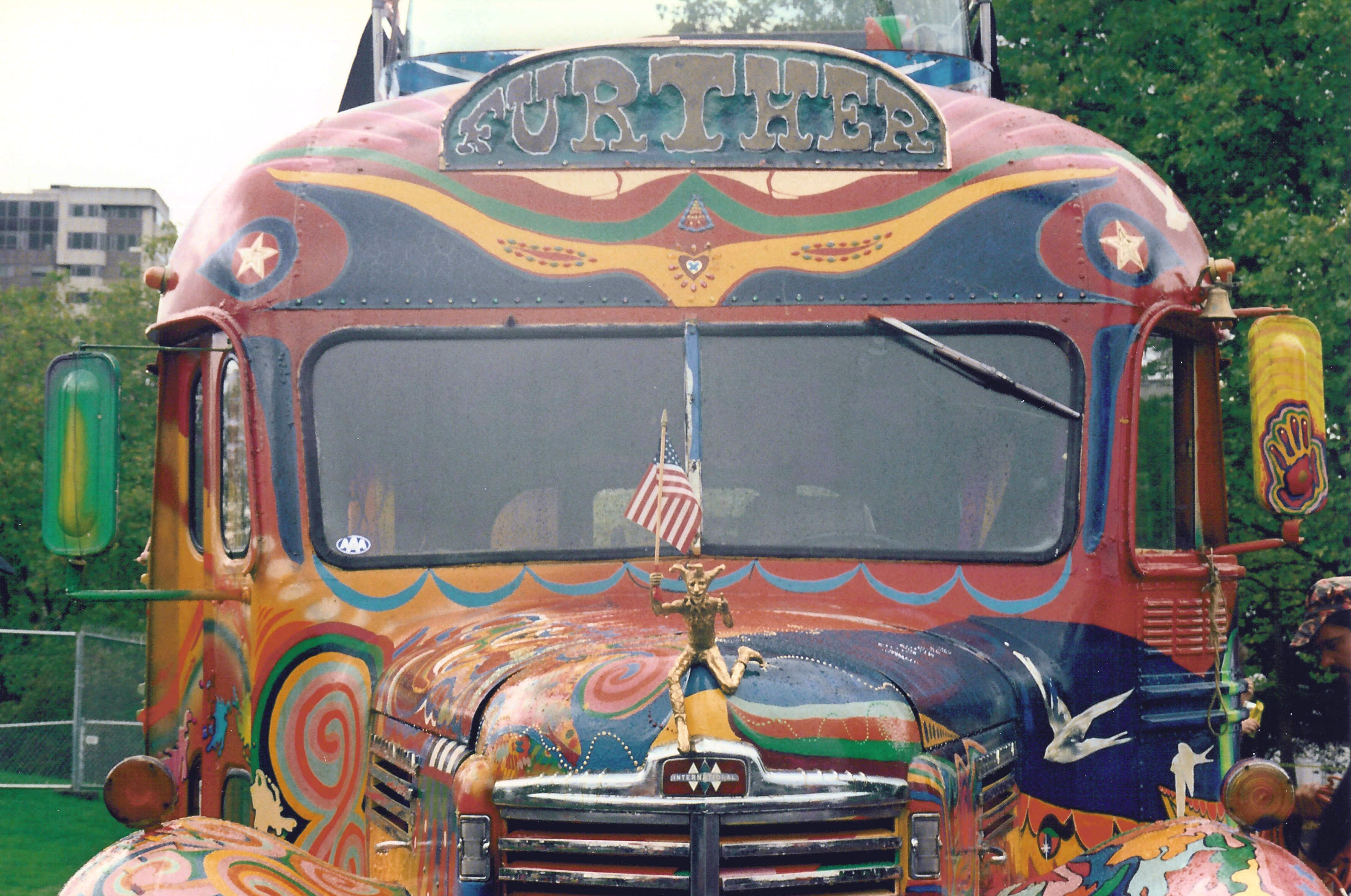
Frontansicht von Further der Merry Pranksters.

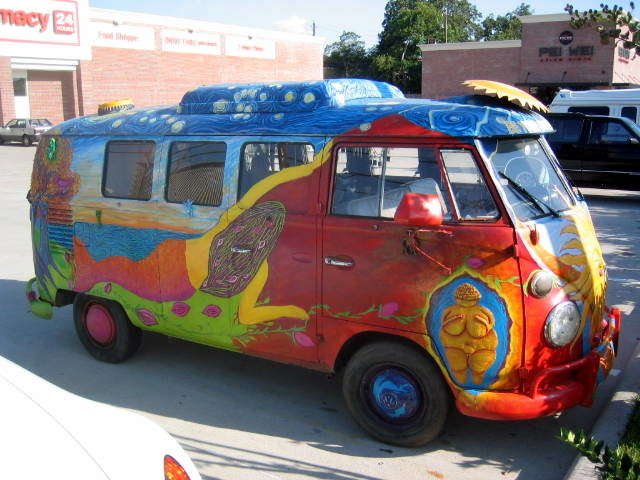
1967: VW-Bus als Art Car: Be Your Own Goddess

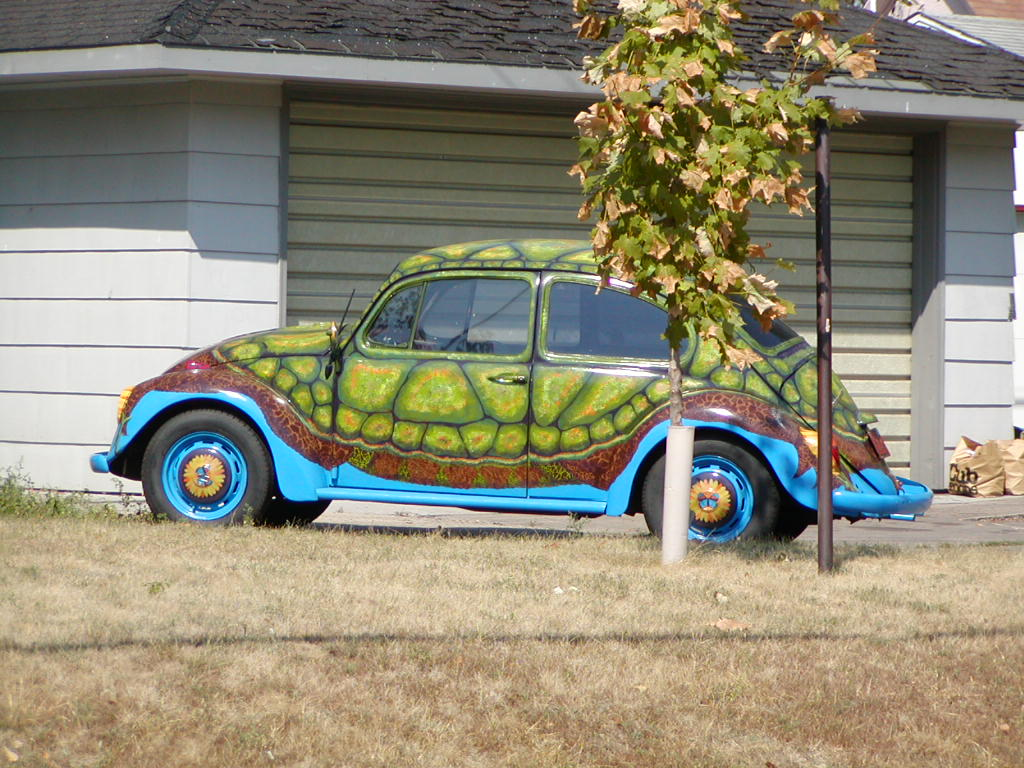
VW-Käfer als Schildkröte

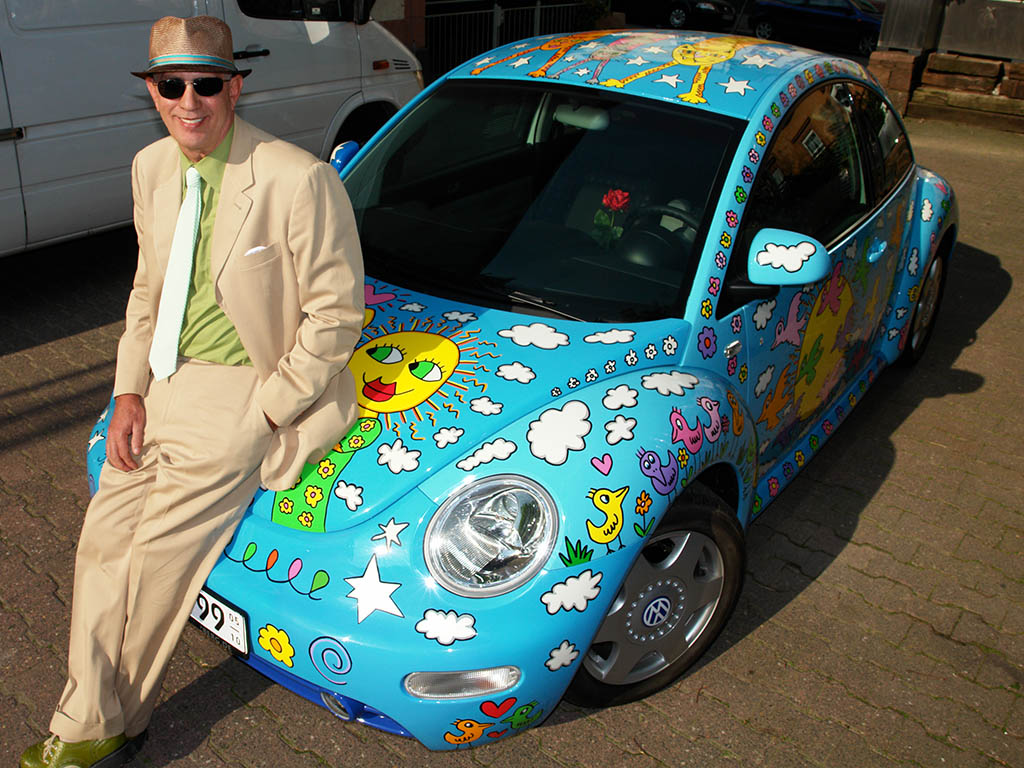
Pop-Art-Künstler James Rizzi vor einem von ihm gestalteten New Beetle

Ein Art Car ist ein Auto, das bewusst als Kunstwerk gestaltet ist. Im Gegensatz zu ebenfalls individuell gestalteten Custom Cars steht der künstlerische Anspruch im Vordergrund.
Art Cars entstanden zunächst aus dem künstlerischen Gestaltungswillen von Hobbykünstlern, etwa den Hippies in den 60er Jahren in den USA. Bekannt wurde der psychedelisch gestaltete ehemalige Schulbus Further der Gruppe The Merry Pranksters.

## Abgrenzung
Gemeint mit Art Cars sind nur Autos, die als solche künstlerisch gestaltet werden, aber ihre Funktion als Autos behalten, nicht Autos, die unter Verlust ihrer Funktion Teile von Kunstwerken werden, also z. B. eingegraben, einbetoniert, dem Verfall preisgegeben oder festgeschweißt werden. Ein Künstler, der Autos für Kunstwerke verwendet, ist z. B. Wolf Vostell.

## BMW
Hauptartikel: BMW Art Car
Die Idee, Autos von anerkannten Künstlern gestalten zu lassen, hatte der französische Auktionator und Rennfahrer Hervé Poulain. Aufgrund seiner Initiative bemalte Alexander Calder 1975 einen BMW 3.0 CSL. Ein Jahr später überzog der New Yorker Frank Stella einen weißen BMW mit schwarzen Linien. Diese beiden Rennwagen, wie auch später die von Roy Lichtenstein, Andy Warhol (1979) und Jenny Holzer gestalteten, nahmen am 24-Stunden-Rennen in Le Mans teil.
Weitere Wagen wurden gestaltet von A. R. Penck, Robert Rauschenberg, Ernst Fuchs, Ken Done, Michael Nelson Jakamarra, Matazō Kayama, César Manrique, Esther Mahlangu, Sandro Chia, David Hockney, Olafur Eliasson (2007) und Jeff Koons (2010).
Art Cars wurden bzw. werden ausgestellt in Museen wie dem Pariser Louvre, der Royal Academy of Arts in London dem New Yorker Whitney Museum of American Art, Venedigs Palazzo Grassi, Sydneys Powerhouse Museum und in den Guggenheim Museen New York und Bilbao.

## Media Art Car
Der Leipziger Medienkünstler Martin Höfer griff die Idee des Art Cars erneut auf und gestaltete einen Porsche 911 GT3 Cup, der in der gesamten Saison 2012 im Rahmen der DTM am Porsche Carrera Cup Deutschland teilnahm. Pilotiert wurde das Media Art Car von Christina Nielsen, die für den Rennstall Farnbacher Racing an den Start ging.

## Film
1981 verwendete John Carpenter in seinem Film Die Klapperschlange einen als Art Car gestalteten Cadillac Fleetwood.
Harrod Blank drehte drei Dokumentarfilme über Art Cars, baute selbst drei solcher Wagen und begründete das zweitgrößte Art Car-Festival in der San Francisco Bay Area.

## Weitere Beispiele
- Einer der bekanntesten Art Cars ist ein Rolls-Royce, den John Lennon durch die J.P. Fallon Ltd und in deren Auftrag durch den Künstler Steve Weaver, vermutlich nach einem Vorschlag von Marijke Koger aus der Designergruppe The Fool bemalen ließ.[5]

## Festivals
Mit die extremsten und witzigsten Art Cars sind zu beobachten auf dem Kunst-, Selbstdarstellungs-, Party- und Art Car-Festival Burning Man.